# Аджамский район
Аджа́мский район (укр. Аджамський райо́н) — бывшая административно-территориальная единица Александрийского округа, а также Одесской, Николаевской и Кировоградской областей Украинской ССР, с центром в селе Аджамка

## История
Образован 7 марта 1923 года из территории бывших Аджамской и Мошоринской волостей Александрийского уезда и вошёл в состав Александрийского округа Екатеринославской губернии. В декабре 1924 года район был упразднён. Территория бывшей Мошоринской волости вошла в состав Новопражского района Александрийского округа, а территория Аджамской волости — в состав Зиновьевского района Зиновьевского округа Одесской губернии.
Восстановлен в феврале 1935 года, на территории 11 сельских советов, выведенных из подчинения Кировского горсовета, в составе Одесской области. В ноябре того же года Бережинский сельсовет, с центром в селе Бережинка, был возвращён в пригородную полосу Кировского городского совета. Постановлением ЦИК СССР от 22 сентября 1937 года Аджамский район из состава Одесской области был выделен в состав Николаевской области Украинской ССР. Указом Президиума Верховного Совета СССР от 10 января 1939 года район включён в состав образованной этим же указом Кировоградской области в составе Украинской ССР.
Район был расформирован в июле 1959 года, вся его территория вошла в состав Кировоградского района.

## Состав района
По состоянию на 1946 год, район включал в себя следующие населённые пункты:
- Аджамский первый сельский совет:
  - Аджамка
  - хутор Вовкова
- Аджамский второй сельский совет:
  - Аджамка
- Аджамский третий сельский совет:
  - Аджамка
  - Крупское
  - Приволье
- Весёловский сельский совет:
  - Веселовка
  - Зелёный Гай
  - хутор Канатово
  - хутор Черняховка
- Высокобайрацкий сельский совет:
  - Андросово
  - Высокие Байраки
  - Малая Мамайка
  - хутор Рожнятовка
  - хутор Червоный Кут
- Гаевский сельский совет:
  - Гаевка
  - Лозоватка
  - хутор Булановка
  - хутор Дубовый
  - хутор Новогригоровка
- Клинцовский сельский совет:
  - Клинцы
- Козыревский сельский совет:
  - Козыревка
  - Ольговка
- Покровский сельский совет:
  - Любо-Надеждовка
  - Покровское
  - хутор Демешково
- Тарасовский сельский совет:
  - Тарасовка
  - хутор Мазурковка